# Teulisna atratella
Teulisna atratella är en fjärilsart som beskrevs av Walker 1864. Teulisna atratella ingår i släktet Teulisna och familjen björnspinnare. Inga underarter finns listade i Catalogue of Life.